# Alesa theldryas
Alesa theldryas är en fjärilsart som beskrevs av Bates 1868. Alesa theldryas ingår i släktet Alesa och familjen Riodinidae. Inga underarter finns listade i Catalogue of Life.